# 구례향교
구례향교(求禮鄕校)는 대한민국 전라남도 구례군 구례읍에 있는 향교이다. 1985년 2월 25일 전라남도의 유형문화재 제110호로 지정되었다.

## 개요
향교는 훌륭한 유학자를 제사하고 지방민의 유학교육과 교화를 위하여 나라에서 지은 교육기관이다.
정확히 지어진 연대는 알 수 없으나 연산군 5년(1499)에 향교를 없애고 중종 13년(1518)에 백련동에 향교를 지었다. 그러나 매년 제사 때마다 호랑이가 나타나서 숙종 30년(1704)에 봉성산 아래인 현 위치로 옮겼다. 1825년에 명륜당을 수리하였고, 그 뒤에도 여러 차례 수리가 있었다. 현재 남아있는 건물은 대성전 ·명륜당 ·동재 ·서재 ·동무·서무 ·외삼문 등이 있다.
경사지에 위치하고 있어서 앞쪽 낮은 곳에는 배움의 공간은 명륜당과 동재·서재가 있고, 뒤쪽 높은 곳에는 제사공간인 대성전과 동무·서무가 있다. 향교의 일반적 배치형태인 전학후묘를 따르고 있다. 특히 외삼문 밖에는 연못과 붉은색 문, 그리고 이곳을 지날때는 누구든지 말에서 내리라는 뜻을 새긴 하마비가 있어 옛스러운 맛을 지니고 있다.
조선시대에는 국가로부터 토지·노비·책 등을 지급받아 학생들을 가르쳤으나 갑오개혁(1894) 이후에는 교육적 기능은 없어지고, 봄·가을에 제사만 지낸다. 이곳에 보관하고 있는 책 중 『유학안』은 각 면마다 유학자들의 이름이 쓰여져 있어 이 지방 향토사연구에 귀중한 자료가 되고 있다.

## 참고 자료
- 구례향교 - 국가유산청 국가유산포털